# Montescot
Montescot (katalanisch gleichlautend) ist ein Ort und eine südfranzösische Gemeinde mit 1.595 Einwohnern (Stand: 1. Januar 2022) im heutigen Département Pyrénées-Orientales in der Region Okzitanien. Die Gemeinde gehört zum Arrondissement Céret und zum Kanton La Plaine d’Illibéris (bis 2015: Kanton Elne). Die Einwohner werden Montescotois genannt.

## Lage
Montescot liegt etwa zehn Kilometer südsüdöstlich von Perpignan in der alten Kulturlandschaft des Roussillon. Durch die Gemeinde zieht sich der Agulla de la Mar (oder Agouille de la Mar) zum Mittelmeer, dessen Küste neun Kilometer östlich liegt. Umgeben wird Montescot von den Nachbargemeinden Villeneuve-de-la-Raho im Norden, Corneilla-del-Vercol im Osten, Elne im Süden und Südosten, Bages im Westen sowie Pollestres im Nordwesten.

## Bevölkerungsentwicklung
| Jahr                      | 1800 | 1851 | 1901 | 1954 | 1962 | 1968 | 1975 | 1982 | 1990 | 1999 | 2006 | 2012 |
| Einwohner                 | 75   | 139  | 296  | 234  | 214  | 221  | 471  | 612  | 1128 | 1375 | 1559 | 1712 |
| Quelle: Cassini und INSEE |      |      |      |      |      |      |      |      |      |      |      |      |

## Sehenswürdigkeiten

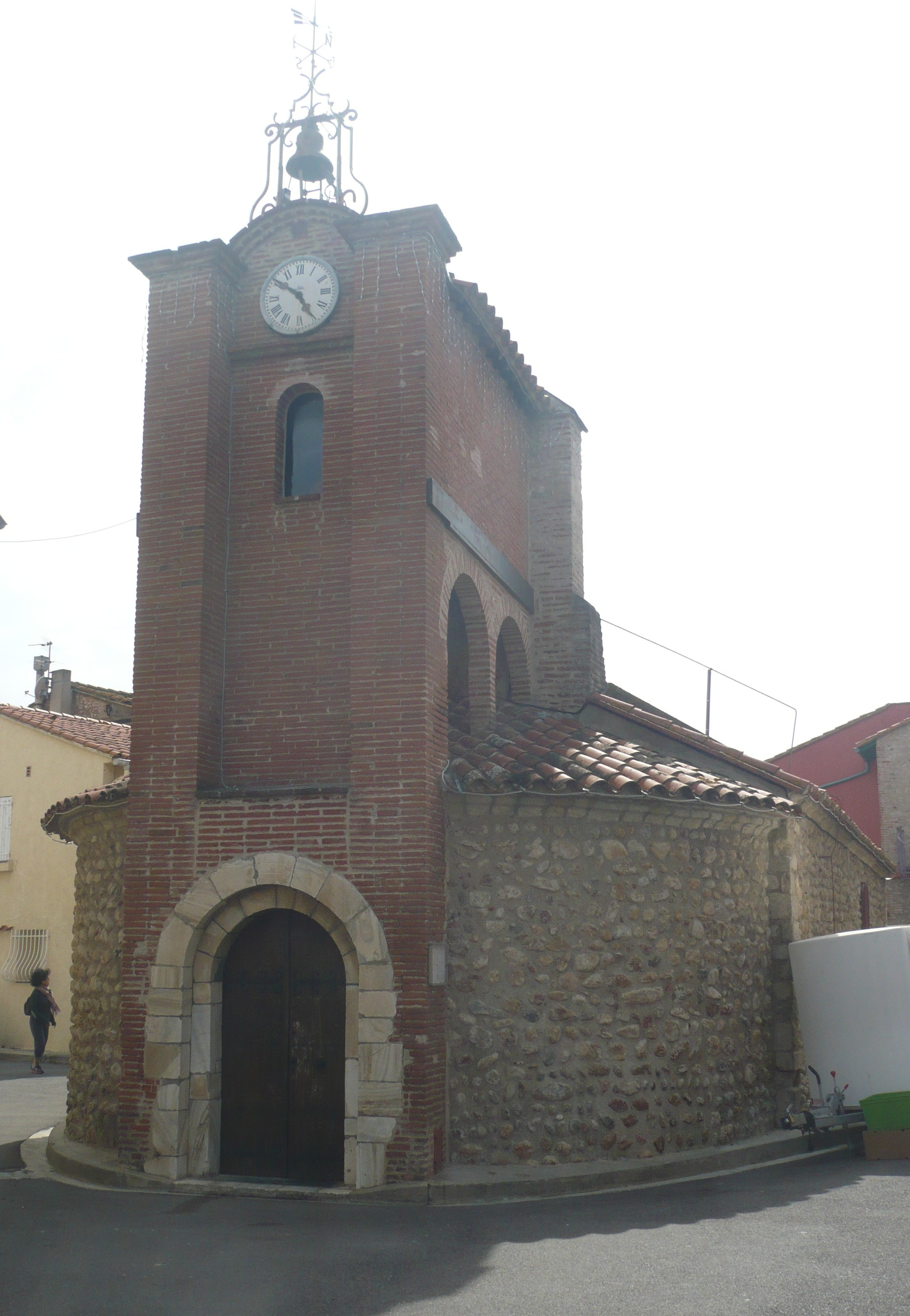
Kirche Sainte-Marie

- romanische Kirche Sainte-Marie